# 哈爾西昂維爾 (喬治亞州)
哈爾西昂維爾（英語：Halcyonville）是位於美國喬治亞州斯克里文縣的一個非建制地區。該地的面積和人口皆未知。

## 地理
哈爾西昂維爾的座標為32°32′21″N 81°25′53″W / 32.53917°N 81.43139°W，而該地的平均海拔高度為35米（即115英尺）。